# 福澤朗
福澤 朗（ふくざわ あきら、1963年9月14日 - ）は、日本の男性フリーアナウンサー（元日本テレビアナウンサー）、タレント、総合司会者、ニュースキャスター、俳優である。

## 来歴

### 生い立ちから日本テレビ入社
1963年9月14日、東京都新宿区に生まれる。早稲田中学校・高等学校を経て、早稲田大学第一文学部哲学科教育学専修を卒業。大学在学中に俳優の道を模索し、1984年に演劇集団 円の研究生となるが、研究所最終年の団員昇格選考で落選したため役者への道を断念する。円の研究生時代の1986年に、日本テレビ系ドラマ『火曜サスペンス劇場・魔性の星の女』、フジテレビ系ドラマ『花嫁衣裳は誰が着る』『時にはいっしょに』に端役で出演したことがある。
2年留年したのち、1988年3月に大学を卒業。同年4月に日本テレビへ入社する。同期には関谷亜矢子、永井美奈子、村山喜彦、小栗泉らがいる。同年にフジテレビアナウンサーになった八木亜希子は大学時代からの友人。

### 局アナ時代
『全日本プロレス中継』の実況に抜擢されると、スタン・ハンセンのウエスタン・ラリアット、小橋建太のムーンサルトプレス、川田利明の顔面蹴りの際に「ジャストミート!!」、三沢光晴のダイビング・エルボーの際に「ファイヤー!!」とそれぞれ連呼したことで認知度を高める。同番組の「プロレス・ニュース」のコーナーでは「プ・プ・プ・プロレスニュゥ〜ス」のタイトルコールで印象を残すとともに、「福沢ジャストミート朗」として黒縁眼鏡に白い鉢巻を巻いて話題となる。1990年代はプロレス以外の番組でも「福澤ジャストミート朗」名義で多数の番組に出演した。なお、「ジャストミート!!」を実況で使用しはじめた頃は、のちの時代のようにシャウトする形でなく、技が決まったことを冷静に伝える台詞として用いていた。
1991年、フリーに転身した福留功男の後任として『全国高等学校クイズ選手権』『アメリカ横断ウルトラクイズ』の2代目総合司会となる。頭に鉢巻を巻いたスタイルでバラエティ番組に数多く出演するようになり、『とんねるずの生でダラダラいかせて!!』ではタレントに混じって体当たり企画にチャレンジして話題になった。『ズームイン!!サタデー』初代総合司会を経て、1998年、福留から引き継いで『ズームイン!!朝!』3代目総合司会となる。番組が2001年に『ズームイン!!SUPER』にリニューアルされてからも総合司会を続投したが、2003年1月31日をもって降板した。この降板をめぐっては、共演する大桃美代子との確執が原因であると報道された。
当時の日本テレビから受けた期待は大きく、『ウルトラクイズ』『高校生クイズ』『ズームイン』は福留から、『クイズ世界はSHOW by ショーバイ!!』は元フジテレビアナウンサーの逸見政孝から、『摩訶!ジョーシキの穴』は尊敬する古舘伊知郎から、それぞれ総合司会を受け継いだものである。

### フリーアナウンサーに
2005年6月30日に日本テレビを退社し、7月1日に番組制作会社イースト系列の「イーストプロダクション」に所属。その後、同社のマネジメント部門「ノースプロダクション」にアナウンサーとして初めて在籍する。7月1日にニッポン放送『高田文夫のラジオビバリー昼ズ』、7月6日に文化放送『吉田照美のやる気MANMAN!』にゲスト出演。同年8月4日、フジテレビ『とんねるずのみなさんのおかげでした』の「新・食わず嫌い王決定戦」に出演し、日テレ以外のテレビ局の番組に初めて登場する。8月27日には裏番組である日テレ『24時間テレビ28』とコラボレーションしたテレビ朝日『SmaSTATION!!』にゲスト出演し、9月19日にはTBS『DOORS!』（18時55分 - 22時54分）で日テレ以外のテレビ局で初の実況を務めた。2005年12月9日には関西テレビ『さんまのまんま』にゲスト出演している。
2006年10月からはTBS『ピンポン!』の総合司会を務め、全曜日のテレビ番組でレギュラーを受け持つ。2008年5月5日にはNHK総合『ママがのぞいた子どもの時間』で司会を担当し、NHKの番組に初出演を飾った。2016年4月、石坂浩二の後任としてテレビ東京『開運!なんでも鑑定団』の司会に就任した。
2020年11月30日、15年間所属したノースプロダクションを退所。12月1日よりオールラウンド所属となる。
2021年3月28日、番組放送開始当初かつ局アナウンサー時代から18年半にわたって務めた日本テレビ『真相報道 バンキシャ!』の総合司会を降板し、日本テレビアナウンサーの桝太一に後を託した。

## 人物
- 特技は卓球[7]。趣味は日本酒を飲むこと、樹木ウォッチング。鉄道ファン、メダカ好き。好物は和菓子で、自らを「あんこマン」と称する[8]。
- 家庭環境からか、日本テレビに入社するまではプロレス観戦はおろか、『全日本プロレス中継』やテレビ朝日『ワールドプロレスリング』を視聴したこともなかったという。『全日本プロレス中継』の実況担当を言い渡されたのちは、技の名前を覚えるのに苦労しつつも、古舘伊知郎（元テレビ朝日アナウンサー、現在フリーアナウンサー）のF1実況や古舘が実況を務めていた1987年3月以前の『ワールドプロレスリング』の実況を聞きながらプロレス実況を勉強したという[9][注 1]。
- 『高校生クイズ』2代目総合司会者に就任した当初は、プロレス実況で用いる「ジャストミート!!」を決め台詞として使う予定だった。だが、番組スポンサーのライオンと競合する花王が洗剤「ジャスト」を販売していたことから、沖縄大会の開催前に「『ジャストミート!!』は用いない」との判断を日本テレビから告げられ、前任司会者の福留功男の決め台詞「燃えているか」を英語にした「ファイヤー!!」に変更した[10][11][注 2]。
- 自身の愛称となった「ジャストミート!!」の台詞は発表直後からかなりのインパクトを放ち、1991年12月13日にTBS系列『金曜テレビの星!』枠で放送された『1億2000万人の流行語大賞II』でも『ウルトラクイズ』のワンシーンとして紹介された。
- 赤塚不二夫（2008年に死去）の漫画のファンで、小学生時代に友人たちと赤塚の仕事場「フジオプロ」へサインをもらいに行ったことがある。その際に応対した人物が漫画家の北見けんいち（当時は赤塚のアシスタント）で、赤塚のサインとともに北見のサインももらった。赤塚とは同じ誕生日でもあった（赤塚は1935年生まれ、福澤は1963年生まれ）。

## 出演履歴
★はレギュラー出演中（連載中）、〇は不定期出演中

### 日本テレビ時代
報道・情報番組（フリー後も含めて）
| 期間           | 期間          | 番組名               | 役職                       | 備考 |
| -------------- | ------------- | -------------------- | -------------------------- | --- |
| 1988年10月2日  | 1990年3月25日 | NFL Touchdown        | 司会                       | 同局入社後初の担当番組 |
| 1989年4月2日   | 1989年9月24日 | 週刊文珍             | ニュースコーナーキャスター | |
| 1990年代       | 2005年6月     | NNNニュースプラス1   | 随時出演                   | 両番組とも平日版にて、独自のバラエティニュース速報時のみにゲストとして出演                                                                               |
| 1990年代       | 2005年6月     | NNNきょうの出来事    | 随時出演                   | 両番組とも平日版にて、独自のバラエティニュース速報時のみにゲストとして出演                                                                               |
| 1996年4月6日   | 1998年8月29日 | ズームイン!!サタデー | 司会                       | |
| 1996年10月27日 | 2002年1月27日 | 特命リサーチ200X     | レギュラー出演             | 松岡ルーム一員『松沢明』役として出演 |
| 1997年10月     | 1998年8月     | NNN24                | シフト勤務キャスター       | 数多くの番組を抱えていたうえ、1998年からは帯番組を担当したことから担当機会は少なかったが、2005年上半期に『午後いちジャーナル』で何度かキャスターを務めた |
| 1998年9月1日   | 2001年9月28日 | ズームイン!!朝!      | 司会                       | |
| 2001年10月1日  | 2003年1月31日 | ズームイン!!SUPER    | 司会                       | |
| 2002年10月6日  | 2021年3月28日 | 真相報道 バンキシャ! | 司会                       | 2005年7月3日放送からフリーとして出演 |

バラエティ・スポーツ・単発特別番組（フリー後も含めて）
- 全日本プロレス中継（1989年4月 - 1997年3月） - 「プロレス・ニュース」というニュースコーナーのキャスターも担当、「福澤“ジャストミート”朗」名義。
- 歌のトップテン（1990年3月19日放送分） - 「もうすぐトップテン&アルバムトップテン」コーナーナレーション
- 木曜スペシャル
  - 「サイキックシアター〜Mr.マリック超魔術V『うろこのない魚』」（1990年10月4日）
  - アメリカ横断ウルトラクイズ（1991年・第15回 - 1992年・第16回）
  - 「決定版!!これが宜保愛子の霊能力だ!」（1991年7月4日）
- 全国高等学校クイズ選手権（1991年・第11回 - 2000年・第20回）
- とんねるずの生でダラダラいかせて!!（1991年10月 - 1998年7月）
- ハートにジャストミート（1992年10月 - 1993年9月）
- クイズ世界はSHOW by ショーバイ!!（1994年3月 - 1996年9月） - 当初は解答者として何度か出演したが、1994年2月9日放送分で逸見政孝の店長代理（司会者）として出演し、4回の店長代理を務めたあと、1994年3月16日の放送から2代目店長に就任した。
- クイズ どんなMONだい?!（初期のみ）
- ものまねバトル（1995年 - 2007年1月3日）
- ザ!鉄腕!DASH!!（1995年10月 - 2001年3月・2004年11月）
- 松本人志・中居正広VS日本テレビ（2002年9月26日・2003年4月12日） - 進行役
- ふくざわ亭（2003年から毎年元日未明）
- エンタの神様（2003年4月19日 - 2010年3月20日、レギュラー放送終了後は不定期特番として放送）[12]
- NNN選挙開票特別番組 ゲキセン!（2003年 - 2005年） - キャスター
- ダウンタウンのバラエティ50年史（2003年8月2日） - 進行役
- 摩訶!ジョーシキの穴（2004年4月 - 2005年3月）

テレビドラマ
- 億万長者と結婚する方法（2000年9月6日）
- ぼくの魔法使い（2003年4月26日・5月3日・6月21日）
- 火曜サスペンス劇場「6月の花嫁2005 四重奏（カルテット）」（2005年6月7日）

映画
- 平成狸合戦ぽんぽこ（1994年） - 竜太郎（キツネのサラリーマン） 役
- 劇場版 家なき子（1994年）
- それいけ!アンパンマン 虹のピラミッド（1997年） - レインボー王子 役（声の出演）
- それいけ!アンパンマン てのひらを太陽に（1998年） - シャイン王子 役（声の出演）
- あぶない刑事リターンズ（1996年） - 冒頭で町田透刑事（仲村トオル）に追われる犯人 役
- 模倣犯（2002年） - 警察の番記者 役[注 3]

吹き替え
- 金曜ロードショー
  - 『ベイビー・トーク』（1992年10月30日） - 赤ちゃん 役
  - 『リトル★ダイナマイツ/ベイビー・トークTOO』（1994年5月27日） - 赤ちゃん 役

### フリー転向後

#### テレビ
報道・情報番組
| 期間                         | 期間                         | 番組名                                          | 役職                       |
| ---------------------------- | ---------------------------- | ----------------------------------------------- | -------------------------- |
| 2006年4月                    | 2006年8月12日                | ぴーかんバディ!（TBS）                          | 司会                       |
| 2006年8月19日                | 2007年2月                    | 人間!これでいいのだ（TBS）                      | 司会                       |
| 2006年10月                   | 2009年3月                    | ピンポン!（TBS）                                | 総合司会                   |
| 2011年11月2日                | 2011年11月2日                | ためしてガッテン（NHK総合）                     | ゲスト出演                 |
| 2011年11月5日・2012年12月2日 | 2011年11月5日・2012年12月2日 | 幸せの黄色い仔犬（中京テレビ）                  | ゲスト出演                 |
| 2012年3月11日                | 2012年3月11日                | 「復興テレビ」みんなのチカラ 3.11（日本テレビ） | 『復興列車』からの中継出演 |
| 2015年11月14日               | 現在                         | 朝だ!生です旅サラダ（朝日放送）                 | ゲストの旅での随時出演     |
| 2021年3月27日                | 現在                         | 日経スペシャル 関西リーダー列伝（テレビ大阪）   | キャスター                 |

バラエティ・スポーツ関連・単発特別番組・ドラマ出演
- 未来予報2011（日本テレビ 2006年4月6日 - 2007年3月29日）
- 大笑点（日本テレビ、2006年 - 2008年1月1日） - 総合司会
- DOORSシリーズ（TBS、2005年 - 2009年） - 総合司会・実況
- 投稿!国民生活向上センター（フジテレビ、2005年12月27日・2006年8月1日）
- さんま・福澤のホンマでっか!?ニュース（フジテレビ、2005年12月30日・2006年4月28日・2006年9月15日・2009年12月28日）
- ママがのぞいた子どもの時間（NHK総合、2008年5月5日）
- Dynamite!! 〜勇気のチカラ2008〜（TBS、2008年12月31日）[注 4]
- 2010 FIFAワールドカップ中継（テレビ東京、2010年6月12日 - 7月12日） - メインキャスター（スタジオ）
- 芸能界特技王決定権〜TEPPEN〜（フジテレビ、2010年8月3日） - 卓球部門として出場、初代てっぺん
- 火曜エンタテイメント! 「なんでも実況ショー」（テレビ東京、2010年9月7日） - 実況担当
- 月曜プレミア!「TVチャンピオンR」（テレビ東京、2010年11月1日） - ナビゲーター
- 逃走中 第19回「激動明治の大事変」（フジテレビ、2010年11月23日） - 福澤諭吉 役
- VS嵐（フジテレビ、2011年1月27日[注 5]・2012年11月29日）
- ジャパーン47ch→ジャパーン47chスーパー!（毎日放送、2011年4月27日 - 12月7日）
- 世界卓球（テレビ東京） - 2011年よりキャスター★[13]
- 人生が変わる1分間の深イイ話（日本テレビ、2011年12月19日） ※歴代『ズームイン!!朝!』総合司会である徳光和夫、福留功男、羽鳥慎一、桝太一と共演。
- 視聴者参加型生クイズ お茶の間アンサー!（東海テレビ、2013年から不定期放送、2014年4月18日 - 12月19日レギュラー放送） - 総合司会
- 開運!なんでも鑑定団（テレビ東京） - 2016年4月5日から★[12]
- 最強の頭脳 日本一決定戦!頭脳王（2011年 - ） - 司会〇
- 痛快TV スカッとジャパン（フジテレビ） ※2015年9月7日放送分よりドラマパートの悪役として不定期出演
- 今夜はナゾトレ（フジテレビ）  - 解答者〇
- くりぃむクイズ ミラクル9（テレビ朝日） - チームキャプテン解答者〇
- プレバト!!（MBS）〇 ※俳句・特待生5級
- シャキーン!（NHK Eテレ） - 実況アナウンサー
- 鉄道沿線ひたすら歩き旅シリーズ（テレビ東京、2018年1月20日 - 2023年10月21日）
- 東大王（TBS、2018年4月 - 2024年9月） - サブ実況を担当
- バカリズムの大人のたしなみズム（BS日テレ、毎週木曜日21:00 - 21:54 放送） 
  - 2021年6月17日 第123回 呑み鉄（小田急ロマンスカー VSE50000形新宿駅〜小田原駅〈小田急小田原線〉まで乗車。伊豆急行リゾート21伊豆急行 2100系黒船電車〈4次車・リゾート 21EX〉、小田原駅〜伊豆急下田駅〈東海道本線〜伊東線〜伊豆急行線〉まで乗車）
  - 2021年11月18日 第123回 呑み鉄のたしなみおさらい（アンコール放送）
  - 2022年2月17日 第146回 呑み鉄秩父編（西武鉄道特急ラビューちちぶ号池袋駅〜西武秩父駅〈西武池袋線〜西武秩父線〉まで乗車。秩父鉄道SLパレオエクスプレス御花畑駅〜三峰口駅〈秩父鉄道線〉まで乗車）
- はじめまして、BSJapanextです! 出演者大集合! 11時間生放送スペシャル（BSJapanext、2022年3月27日） - 総合司会（大橋未歩と）
- 福澤朗の本であそぶ。（BSJapanext、2022年3月30日 - 2023年6月28日）
- シンカリオン チェンジ ザ ワールド（テレビ東京、2024年8月18日） - 実況アナウンサー

#### ウェブテレビ
- 朝青龍を押し出したら1000万円（2017年12月31日、AbemaTV）[14] - MC

#### ラジオ
- 福澤朗ラジオ☆スター（ニッポン放送、2005年10月8日 - 2006年3月25日）
- 福澤朗ラヂオ☆スター（ニッポン放送、2006年4月1日 - 9月30日）
- Wanted!!（TBSラジオ、2013年2月）
- Blue Ocean（エフエム東京、2013年9月2日 - 4日） - レギュラーパーソナリティ・住吉美紀のピンチヒッター
- 文芸選評（NHKラジオ第1、2015年10月31日） - ゲスト出演

#### ゲーム
- Kinect Sports（2010年、Xbox 360） - 日本語ナレーション

#### イベント
- AKB48 24thシングル選抜じゃんけん大会（2011年9月20日、日本武道館） - 総合司会
- AKB48 29thシングル選抜じゃんけん大会（2012年9月18日、日本武道館） - 総合司会
- AKB48 34thシングル選抜じゃんけん大会（2013年9月18日、日本武道館） - 総合司会
- AKB48グループ・じゃんけん大会2014 〜拳で勝ち取れ!1/300ソロデビュー争奪戦〜（2014年9月17日、日本武道館） - 総合司会

#### 映画
- ピンポン THE ANIMATION（2014年） - アナウンス 役
- 『カーズ』シリーズ - ダレル・カートリップ役
  - カーズ（2006年）
  - カーズ2（2011年）
  - カーズ/クロスロード（2017年）
- ノルマル17歳。-わたしたちはADHD-（2024年） - 笠貝晃太郎 役[15]

#### MV
- ももいろクローバーZ「ザ・ゴールデン・ヒストリー」（2016年9月7日発売)

#### テレビドラマ
- 連続テレビ小説『まれ』（2015年、NHK総合） - ロールケーキ甲子園・北陸大会司会者 役（第3週）、料理対決番組司会者 役（第10週）
- 世にも奇妙な物語（フジテレビ）
  - 世にも奇妙な物語 '16春の特別編「クイズのおっさん」（2016年5月28日） - クイズ司会者 役
  - 世にも奇妙な物語'23 秋の特別編「トランジスタ技術の圧縮」（2023年11月11日） - 競技の実況 役[16]
- BARレモン・ハート SEASON2 第11話（2016年6月13日、BSフジ） - ホワイト白井 役
- 社長室の冬-巨大新聞社を獲る男-（2017年、WOWOW） - 吉岡浩一 役
- 超入門!落語 THE MOVIE シーズン2 第1回「寿限無」（2017年10月5日、NHK総合） - ご隠居 役
- ブラックペアン 第5話 - 第9話（2018年5月20日 - 6月17日、TBS） - 富沢雅之 役
  - ブラックペアン シーズン2 第8話（2024年9月1日、TBS）[17]
- 月曜名作劇場 「浅見光彦シリーズ4」（2018年12月17日、TBS） - 新田署長 役
- 下町ロケット（2018年、TBS） - 奥沢靖之 役
- 逃亡者（2020年、テレビ朝日） ‐ 細田博之 役
- ボイスII 110緊急指令室 第7話・第8話（2021年9月4日・11日、日本テレビ） - 福田吉弘 役
- 義母と娘のブルース 2022年謹賀新年スペシャル（2022年1月2日、TBS） - 城田秀樹 役[18]
- DCU〜手錠を持ったダイバー〜 最終話（2022年3月20日、TBS） - 楢原 役[19]
- 大河ドラマ どうする家康 第30回（2023年8月6日、NHK総合） - 丹羽長秀 役[20]
- 孤独のグルメ 2023大晦日スペシャル 井之頭五郎、南へ逃避行『探さないでください。』（2023年12月31日、テレビ東京） - 福澤朗（本人）役
- 放送局占拠（2025年7月12日 - 、日本テレビ） - 灘見寛治 役[21][22]

#### 配信ドラマ
- Hulu U35クリエイターズ・チャレンジ「まんたろうのラジオ体操」（2022年2月、Hulu） - アナウンサー 役

### テレビアニメ
- タイムボカン24 第5話（読売テレビ、2016年10月29日） - 福澤さん 役
- タイムボカン 逆襲の三悪人 第12話（読売テレビ、2017年12月23日） - 福澤アナ 役

### CM
- トヨタ自動車 「ターセル」 ※日テレアナ時代に「ジャストミート福澤」の名でCM出演。
- キヤノン 「SELPHY」
- アサヒビール 「新生3」 ※西武ライオンズ本拠地シーンはインボイスSEIBUドームで撮影。
- 総務省 「平成22年国勢調査PR」
- NTT東日本 「フレッツ・光」
- 総務省 「平成24年経済センサスPR」
- ヤクルト
  - 「腸人会議」（2011年6月） ※荒川静香と共演。
  - 「菌未来レポート」（2013年6月 - ） ※剛力彩芽と共演。
- ENEOS ※水川あさみと共演。
  - 「SUSTINA」 クルマ100台 篇（2012年11月）
  - 「SUSTINA」 クルマクイズ 篇（2013年11月）
- キリンビール 「のどごし生」（2013年1月） ※プロレス実況アナとして出演。
- 江崎グリコ 「パピコ」（2015年）[23]
- バンダイナムコエンターテインメント「アイドルマスター シンデレラガールズ スターライトステージ」
  - 寝起きドッキリ篇、楽屋突撃篇（2016年9月）[24]
  - アイドル運動会 走り高跳び篇、アイドル運動会 リレー篇（2016年12月）[25]※2016年9月、12月共に中居正広と共演
- マクドナルド　ビーフバーガー集結篇（2020年6月）[26]
- コーエーテクモゲームス 三國志 覇道（2021年9月）※要潤と共演[27]

### 雑誌
- 卓球王国 『ジャストミート・ピンポン』 連載★

### 舞台
日本テレビの後輩アナウンサーを集めて2004年、「福澤一座」を結成。自ら書き下ろした脚本で演出も手がけ、演劇集団キャラメルボックスの協力で上演した。
- 進め!ニホンゴ警備隊（2004年1月28日 - 2月1日、新宿・シアターアプル。日テレ開局50年記念事業） - 阿部哲子、TAJIKARA（藤井恒久、菅谷大介、森圭介）、森富美、BORA（古市幸子、馬場典子、延友陽子）、魚住りえが参加。
- Dr.TV 汐留テレビ緊急救命室（2005年1月25日 - 1月30日、池袋・サンシャイン劇場） - 3人の「森アナ」（森富美、森圭介、森麻季）の中で、その日の芝居の出来によって替わる本物の「森アナ」が誰かを決める。

## 著書
- 麹町の翔んだいっぱい喰わせ者（日本テレビ、1992年10月） ISBN 978-4820392378）
- ジャストミートは目で殺す（ぴあ、1993年11月）
- 昭和最後のアナウンサー（弘文堂、2003年10月） ISBN 978-4335950346）
- 声と言葉の教科書〜勝てる日本語・勝てる話し方〜（東京書籍、2009年7月） ISBN 978-4487802081
- “また会いたい”と言わせる話し方、伝え方（講談社、2012年2月）